# ミシェル・サルダビー
ミシェル・サルダビー（Michel Sardaby、1935年9月4日 - 2023年12月6日）は、フランスのジャズのピアニスト。

## 略歴
フランス・西インド諸島マルティニーク生まれ。
1947年にアメリカ・ニューヨークに移住し、1953年にフランス・パリへ移る。
フランス・パリのクラブ「ブルーノート」でケニー・クラーク、チェット・ベイカー、デクスター・ゴードン、ジョニー・グリフィン、ドン・バイアス等と共演した。1969年、発売されたアルバム『ファイヴ・キャッツ・ブルース』（President）がクインテットで初のリーダー作にあたる。
1990年、初来日公演が行われた。
2023年12月6日にパリで死去。88歳没。

## ディスコグラフィ

### リーダー・アルバム
- 『ブルー・サンセット』 - Blue Sunset (1967年、Disques Debs)
- 『ファイヴ・キャッツ・ブルース』 - Five Cat's Blues (1969年、President)
- 『ナイト・キャップ』 - Night Cap (1970年、Sound Hills)
- 『イン・ニューヨーク』 - Michel Sardaby in New York (1972年、Sound Hills)
- 『ゲイル』 - Gail (1975年、Disques Debs)
- 『カリビアン・デュエット』 - Caribbean Duet (1985年、Harmonic) ※with モンティ・アレキサンダー
- 『ヴォヤージ』 - Voyage (1985年、Harmonic) ※with ロン・カーター
- 『ゴーイング・プレイシーズ』 - Going Places (1990年、Mantra)
- 『ナイト・ブロッサム』 - Night Blossom (1990年、DIW)
- 『CON ALMA』 - Con Alma (1990年、Mantra)
- 『ストレイト・オン』 - Straight On (1993年、Sound Hills)
- 『プレイズ・クラシックス&バラーズ』 - Plays Classics and Ballads (1997年、Sound Hills)
- 『インテンス・モーメント』 - Intense Moment (1997年、Sound Hills)
- 『カレン』 - Karen (2003年、Sound Hills)
- 『アット・ホーム』 - At Home (2004年、Sound Hills)
- 『NIGHT IN PARIS』 - Night in Paris (2005年、Sound Hills)
- 『ナチュール』 - Nature (2012年、Sound Hills)

### 参加アルバム
T-ボーン・ウォーカー
- 『グッド・フィーリン』 - Good Feelin' (1969年、Polydor)